# Oogoe Diamond
«Oogoe Diamond» (яп. 大声ダイヤモンド) — 10-й сингл японской идол-группы AKB48 и их первый на лейбле King Records. Вышел в Японии 22 октября 2008 года. Это был первый сингл с участием Дзюрины Мацуи из группы SKE48 и также первый сингл с участием девушки из группы-сестры.

## Коммерческий успех
Сингл попал на 3-е место хит-парада Орикон за неделю.

## Список композиций
Сингл был издан в двух версиях, обе CD+DVD. Одно — обычное издание (яп. 通常盤) (номер KIZM-23/4), второе — театральное издание (яп. 劇場盤) (номер NKZM-1001/2).

### Обычное издание
CD
| №                   | Название                             | Автор(ы)                     | Аранжировщик        | Длительность |
| ------------------- | ------------------------------------ | ---------------------------- | ------------------- | ------------ |
| 1.                  | «Oogoe Diamond» (大声ダイヤモンド )  | Ясуси Акимото, Ёсимаса Иноуэ | Ёсимаса Иноуэ       |              |
| 2.                  | «109 (Marukyuu)» (109（マルキュー）) | Ясуси Акимото, Синтаро Ито   | Юити «Маса» Нонака  |              |
| 3.                  | «Oogoe Diamond / Team A»             | Акимото, Иноуэ               |                     |              |
| 4.                  | «Oogoe Diamond / Team B»             | Акимото. Иноуэ               |                     |              |
| Общая длительность: | Общая длительность:                  | Общая длительность:          | Общая длительность: | 16:21        |

DVD
| №  | Название                                                        | Длительность |
| -- | --------------------------------------------------------------- | ------------ |
| 1. | «Видеоклип «Oogoe Diamond»» (「大声ダイヤモンド ビデオクリップ) |              |
| 2. | «Making of «Ōgoe Diamond»» (Making of 「大声ダイヤモンド」)     |              |

Бонус (только первый пресс)
- Билет на хэндшейк-ивент (Токио, Айти, Осака, Фукуока)
- Другая обложка (19 типов, все участницы сембацу, кроме Дзюрина Мацуи)

### Театральное издание
CD
| №  | Название                            | Автор(ы)                     | Аранжировщик       | Длительность |
| -- | ----------------------------------- | ---------------------------- | ------------------ | ------------ |
| 1. | «Oogoe Diamond» (大声ダイヤモンド ) | Ясуси Акимото, Ёсимаса Иноуэ | Ёсимаса Иноуэ      |              |
| 2. | «109 (Marukyū)» (109（マルキュー）) | Ясуси Акимото, Синтаро Ито   | Юити «Маса» Нонака |              |
| 3. | «Oogoe Diamond / Team K»            | Акимото, Иноуэ               |                    |              |
| 4. | «Oogoe Diamond / Research Students» | Акимото, Иноуэ               |                    |              |
| 5. | «Oogoe Diamond / SKE48»             | Акимото, Иноуэ               |                    |              |

DVD
| №  | Название                                                          | Автор(ы)    | Длительность |
| -- | ----------------------------------------------------------------- | ----------- | ------------ |
| 1. | «Oogoe Diamond (music video)» (「大声ダイヤモンド ビデオクリップ) |             |              |
| 2. | «Kokuhaku Eizou» (告白映像)                                       |             |              |
| 3. | «SKE48 no Kiseki» (告白映像)                                      | SKE48の軌跡 |              |

Бонус (только первый пресс)
- Билет на хэндшейк-ивент (AKB48 Theater, SUNSHINE STUDIO)
- Фото участницы (одно из 90 различных типов: Team A, K, B, стажёрки, SKE48)

## Чарты
| Чарт (2008)   | Наивыс. позиция |
| ------------- | --------------- |
| Oricon Weekly | 3               |